# Black-out
Black-out – zjawisko utraty przytomności przez pilota statku powietrznego w wyniku odpłynięcia krwi z górnej części ciała (szczególnie z mózgu) ku dołowi. Pilot doświadcza black-outu w wyniku działania przeciążenia przy manewrach wykonywanych „przez plecy” samolotu.
Podatność na black-out jest cechą jednostkową. Kandydaci na pilotów myśliwców przechodzą próby określające ich podatność na to zjawisko. Istnieje specjalny zestaw ćwiczeń fizycznych oraz zachowań, które zmniejszają ryzyko wystąpienia zjawiska black-outu. Podczas treningów w wirówkach przeciążeniowych pilot uczy się naprężania odpowiednich partii mięśni (szczególnie nóg) oraz specjalnych technik oddechowych (szybkiego i głębokiego wdechu i powolnego wydychania).
Testowane są specjalne skafandry przeciwprzeciążeniowe, które uciskają odpowiednie partie ciała pilota oraz podają do płuc sprężone powietrze. Takie skafandry pozwalają pilotowi zachować świadomość, a więc i możliwość kontynuowania walki, przy przeciążeniach przekraczających 9 g.
Black-out jest bardzo niebezpiecznym zjawiskiem. Utrata przytomności oraz jej odzyskanie, po ustąpieniu przeciążenia, prowadzi do dezorientacji pilota. W nowoczesnych myśliwcach, szczególnie gdy coraz częściej stosuje się sterowanie wektorem ciągu, piloci coraz częściej narażeni są na black-out.
Odpływ krwi z mózgu powoduje zawężenie i pociemnienie pola widzenia, stąd nazwa zjawiska.